# Conteville-en-Ternois
Conteville-en-Ternois ist eine französische Gemeinde mit 81 Einwohnern (Stand 1. Januar 2022) im Département Pas-de-Calais in der Region Hauts-de-France. Sie gehört zum Arrondissement Arras, zum Kanton Saint-Pol-sur-Ternoise und zum Kommunalverband Ternois.

## Lage
Die Gemeinde Conteville-en-Ternois liegt im Artois, 15 Kilometer westsüdwestlich von Béthune. Nachbargemeinden von Conteville-en-Ternois sind Hestrus im Norden, Huclier im Osten, Troisvaux im Südosten sowie Hernicourt im Südwesten.

## Bevölkerungsentwicklung
| Jahr                       | 1962 | 1968 | 1975 | 1982 | 1990 | 1999 | 2006 | 2013 | 2022 |
| -------------------------- | ---- | ---- | ---- | ---- | ---- | ---- | ---- | ---- | ---- |
| Einwohner                  | 126  | 118  | 84   | 74   | 73   | 69   | 78   | 89   | 81   |
| Quellen: Cassini und INSEE |      |      |      |      |      |      |      |      |      |

## Sehenswürdigkeiten

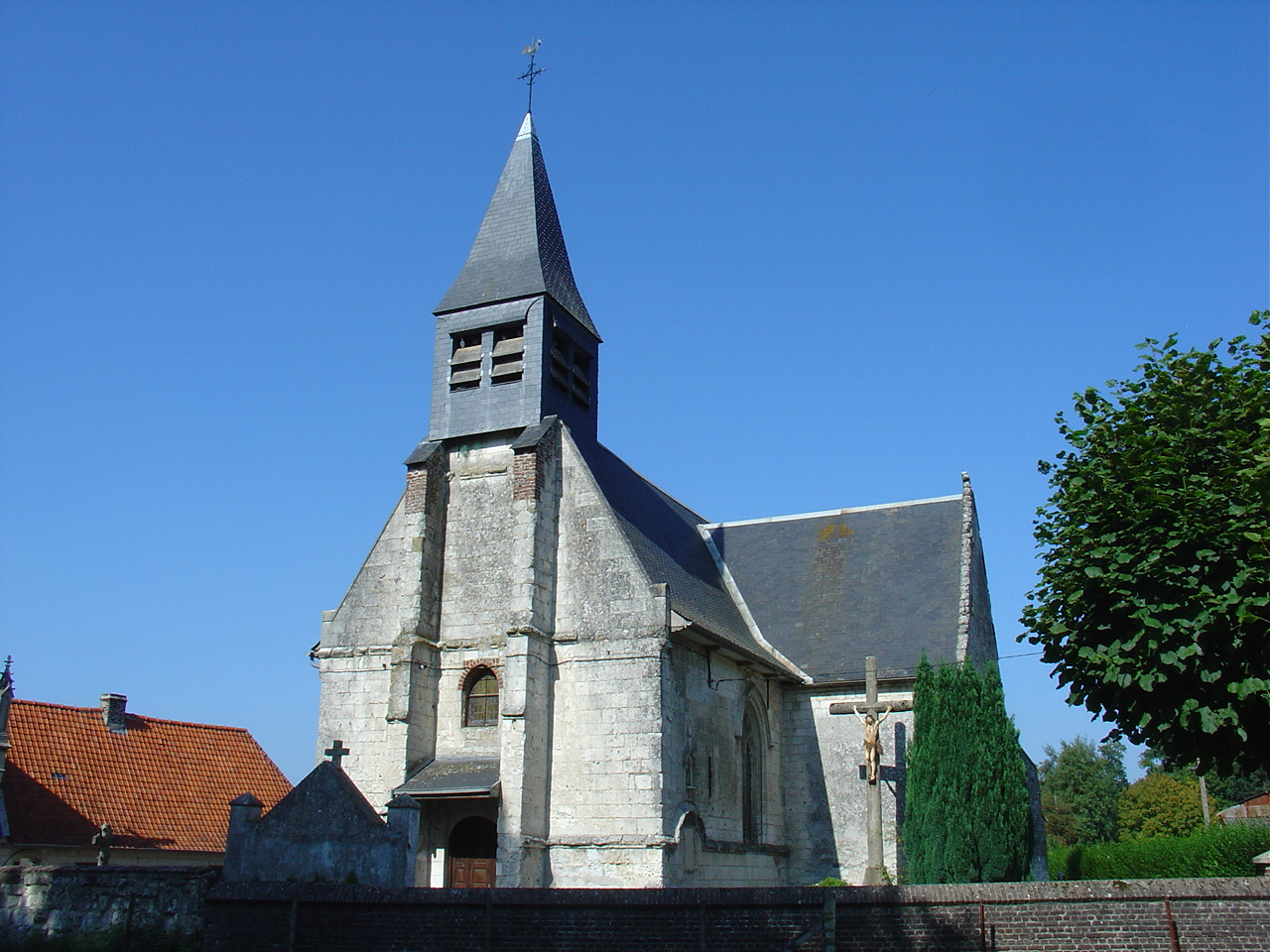
Kirche Saint-Nicaise
- Schloss

- Kirche Saint-Nicaise